# Эйдриан (Орегон)
Эйдриан (англ. Adrian) — город в США, в округе Малур штата Орегон. Население — 157 человек (2020).

## География
Эйдриан расположен по координатам 43°44′27″ с. ш. 117°04′15″ з. д. (43.740826, -117.070882). По данным Бюро переписи населения США в 2010 году город имел площадь 0,63 км², вся площадь — суша.

### Климат
| Показатель                    | Янв.  | Фев.  | Март  | Апр. | Май  | Июнь | Июль | Авг. | Сен. | Окт. | Нояб. | Дек.  | Год   |
| ----------------------------- | ----- | ----- | ----- | ---- | ---- | ---- | ---- | ---- | ---- | ---- | ----- | ----- | ----- |
| Абсолютный максимум, °C       | 21,1  | 19,4  | 27,8  | 35,0 | 36,7 | 43,3 | 43,9 | 42,2 | 39,4 | 26,7 | 23,9  | 21,7  | 43,9  |
| Средний суточный максимум, °C | 3,2   | 7,6   | 13,6  | 19,2 | 24,4 | 28,6 | 34,3 | 33,1 | 26,9 | 19,7 | 10,4  | 4,6   | 18,8  |
| Средний суточный минимум, °C  | −6,6  | −3,8  | −1,3  | 2,6  | 6,8  | 10,6 | 14,1 | 12,6 | 7,2  | 2,1  | −2,7  | −4,9  | 3,1   |
| Абсолютный минимум, °C        | −33,9 | −26,1 | −12,8 | −8,3 | −4,4 | −0,6 | 3,3  | −1,1 | −8,9 | −9,4 | −18,3 | −37,2 | −37,2 |
| Среднее число дней с осадками | 8     | 7     | 6     | 5    | 5    | 5    | 1    | 2    | 3    | 4    | 6     | 7     | 59,0  |
| Норма осадков, мм             | 29    | 22    | 17    | 19   | 22   | 21   | 5    | 7    | 11   | 18   | 23    | 26    | 220   |
| Источник:                     |       |       |       |      |      |      |      |      |      |      |       |       |       |

## Демография
| Год переписи                          | Нас. |  | %±     |
| ------------------------------------- | ---- |  | ------ |
| 1980                                  | 162  |  | —      |
| 1990                                  | 131  |  | −19,1% |
| 2000                                  | 147  |  | 12,2%  |
| 2010                                  | 177  |  | 20,4%  |
| 2020                                  | 157  |  | −11,3% |
| 1980–2020 Десятилетняя перепись в США |      |  |        |

Согласно переписи 2010 года, в городе проживало 177 человек в 70 домохозяйствах в составе 45 семей. Плотность населения составила 280 человек/км². Было 78 квартир (123/км²).
Расовый состав населения:
| - 89,8 % — белых - 1,1 % — азиатов - 0,6 % — коренных американцев - 2,8 % — лиц других рас |

К двум или более расам принадлежало 5,6 %. Доля испаноязычных составила 27,1 % всего населения.
По возрастному диапазону население распределялось следующим образом: 22,0 % — лица младше 18 лет, 55,4 % — лица в возрасте 18-64 лет, 22,6 % — лица в возрасте 65 лет и старше. Медиана возраста жителя составила 44,4 года. На 100 человек женского пола в городе приходилось 96,7 мужчин; на 100 женщин в возрасте от 18 лет и старше — 94,4 мужчин также старше 18 лет.
Средний доход на одно домашнее хозяйство составил 48 500 долларов США (медиана — 37 083), а средний доход на одну семью — 54 280 долларов (медиана — 39 375). Медиана доходов составляла 29 688 долларов для мужчин и 24 375 долларов для женщин. За чертой бедности находилось 14,3 % лиц, в том числе 25,0 % детей в возрасте до 18 лет и 3,7 % лиц в возрасте 65 лет и старше.
Гражданское трудоустроенное население составляло 77 человек. Основные отрасли занятости: производство — 22,1 %, искусство, развлечения и отдых — 18,2 %, сельское хозяйство, лесничество, рыбалка — 13,0 %, образование, здравоохранение и социальная помощь — 10,4 %.

## Комментарии
1. ↑  Годовой доход на человека, работавшего на полную ставку. Оценка в долларах по состоянию на 2015 год.